# Żelazna Struga
Żelazna Struga – przysiółek wsi Ulesie w Polsce, położony w województwie śląskim, w powiecie częstochowskim, w gminie Dąbrowa Zielona.
W latach 1975–1998 przysiółek należał administracyjnie do województwa częstochowskiego.